# Upasana
Upasana ist ein Wort aus dem Sanskrit und hat die Bedeutung Meditation oder Andacht.

## Etymologie

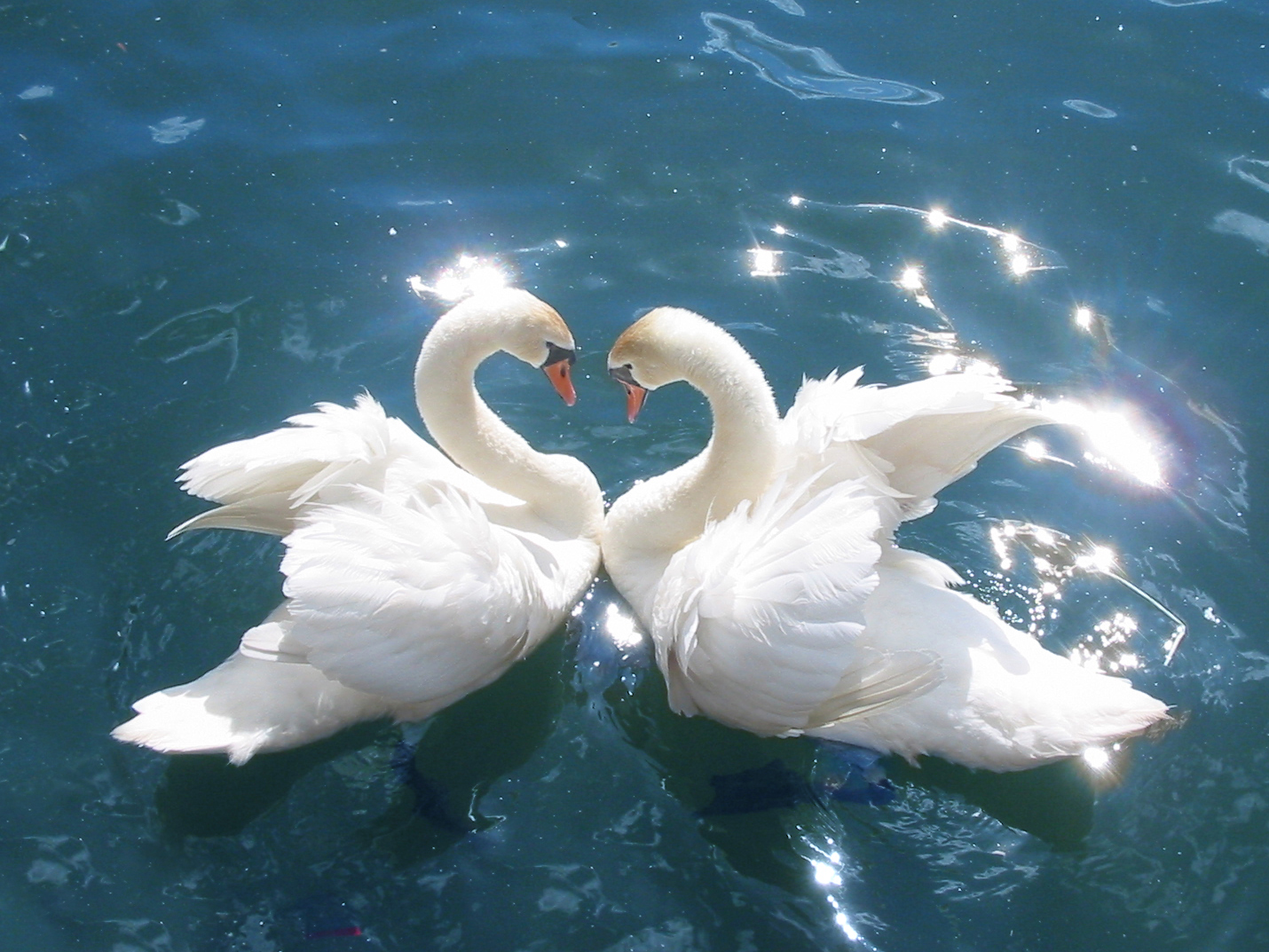
Schwäne (Cygnus olor) – Symbole für Reinheit und Transzendenz

Das Sanskritwort Upasana (Upāsana, ein Neutrum – उपासन, oder auch feminisiert Upāsanā – उपासना) ist eine Zusammensetzung aus der Vorsilbe Upa (उप) und dem Hauptwort Asana (Āsana – आसन). Upa, gelegentlich auch abgekürzt zu Up, kann vorrangig mit in der Nähe von, bei übersetzt werden. Upa findet sich in Verbindung mit Verben als Präposition – hin, zu, an, heran, bei, herbei, unter, auf, hinauf, über, mit. Āsana ist der Vorgang des Sichniedersetzens und kann substantivisch als Sitz, Postur, Aufenthalt, Verweilen wiedergegeben werden. Als Asana ist der Begriff mittlerweile auch ins Deutsche eingedrungen und verweist auf eine Yogapostur, meistens ist damit der Lotossitz gemeint. Die Wurzel von Āsana findet sich im Zeitwort Aste (āste – आस्ते) mit der Bedeutung sein, bleiben, sitzen.
Upasana kann somit als nahe bei jemandem sitzen, jemanden mit Verehrung aufwarten, jemandem näherrücken wiedergegeben werden. Oder substantiviert als Dienst, Verehrung, Respekt und Ehrerbietung. Im religiösen Kontext ist natürlich Gottesdienst und Gottesverehrung gemeint. Der Upāsaka (उपासक) ist hierbei der Gottesverehrer, der sich spiritueller Praktiken Upāsanā (उपासना) bedient.

## Interpretationen
Herrmann Oldenberg führte Upasana auf die Wurzel Upās- zurück und übersetzte sie als verehren, anbeten, in Ehren halten. Der polnische Indologe Stanislaw Schayer nahm einen unterschiedlichen Standpunkt ein und übersetzte Upasana mit umwerben, bedrängen. Die metaphysische Seele bzw. das absolute Selbst, das sich im Brahman niederschlägt, wird dabei seiner Meinung nach von Hoffnungen und Bitten umgeben und unter Druck gesetzt. Laut Schayer ist Upasana ein psychologischer Vorgang und eine Prozedur. Dieser Gedanke wurde von dem französischen Sanskritgelehrten Louis Renou etymologisch weiter entwickelt. K. S. Murty interpretiert Upasana als mentale Ausdauer in Bezug auf das Meditationsobjekt. Paul Deussen benutzt je nach Kontext Meditation oder Andacht.

## Bedeutung

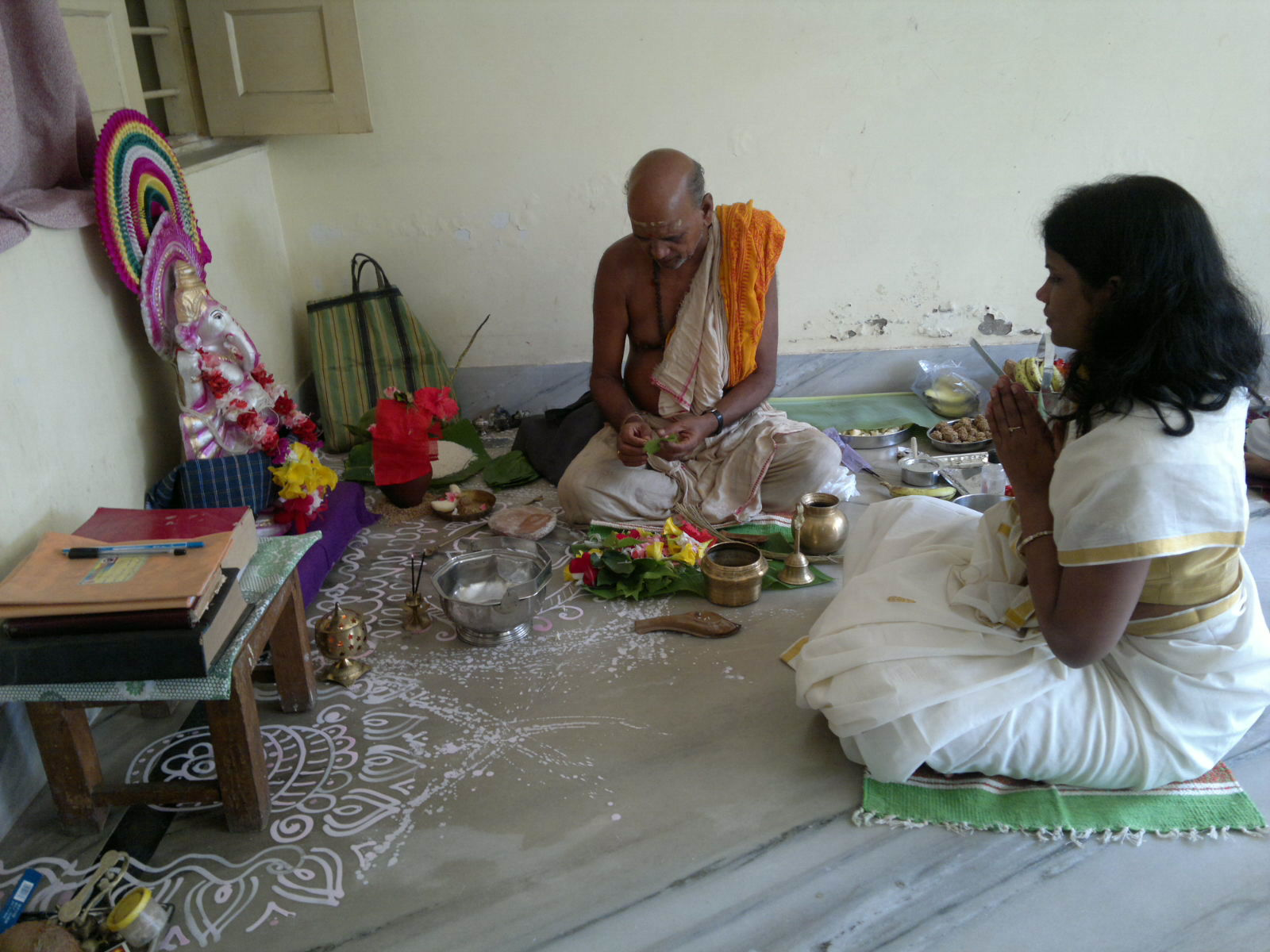
Eine Puja zuhause in Orissa, verehrt wird Ganesha

Upasana zeichnet sich dadurch aus, dass der Verehrungs- oder Meditationsgegenstand formloser Natur ist. Hierunter fallen Begriffe wie Absolutes Selbst, Atman, Seele, Heiliger Geist und andere. Upasana unterscheidet sich somit von archaischeren, rein physischen Verehrungsmethoden, die vedischen Gottheiten noch tatsächliche Opferungen dargebracht hatten. Rituale wie Aarti, Homa und Puja werden somit durch verinnerlichte und intellektuelle Konzepte verdrängt.
In der inhomogenen und etwas strukturlos wirkenden vedischen Literatur steht Upasana für einen ihrer drei Teile – den Khaṇḍas (खण्ड – Teil). Im Gegensatz zum sehr frühen, zeremoniellen Karma-Khaṇḍa (कर्म खण्ड – rituelle Opferungen), bestehend aus Samhitas (Mantras und Gebete) und Brahmanas (Kommentare zu Ritualen) und dem Jñāna-khaṇḍa (ज्ञान खण्ड – Wissen um Spiritualität), aufgebaut aus Aranyakas (Rituale und deren Metaphern) und den Upanishaden (Wissen und Spiritualität), fokussiert Upasana-Khaṇḍa (उपासन खण्ड) rein auf Verehrung, Andacht oder Meditation.
Gelegentlich sind Upasana-Kapitel auch in den Aranyakas eingebettet.
Im Rigveda bilden die ersten fünf Bücher die Aitareya Aranyaka. Das zweite und das dritte Buch sind theosophisch, wobei die ersten drei Abschnitte des zweiten Buches als Prana Upasana (प्राण उपासन – prāṇa upāsana, wörtlich Verehrung der Lebensenergie) bezeichnet werden. Die letzten drei Abschnitte des zweiten Buches bilden dann die Aitareya-Upanishad. Das dritte Buch des Rigvedas ist als Samhita Upasana (संहिता उपासन – saṃhitā upāsana, konzentrierte Verehrung) bekannt. Der Rigveda besitzt allein in seiner Samhita 10 Bücher oder Mandalas (मण्डल – maṇḍala), inkorporiert aber darüber hinaus zahlreiche weitere Upasanas und Upanishaden.
Auch andere Veden folgen diesem strukturellen Aufbau des Rigvedas und auch sie haben Abschnitte mit Ritualen und Opferhandlungen (Aranyakas), auf Andacht und Gottesverehrung ausgerichtete Bhakti (Upasanas), aber auch Abschnitte über Philosophie und abstrakte Spiritualität (Upanishaden).

### Entwicklung im Vedanta

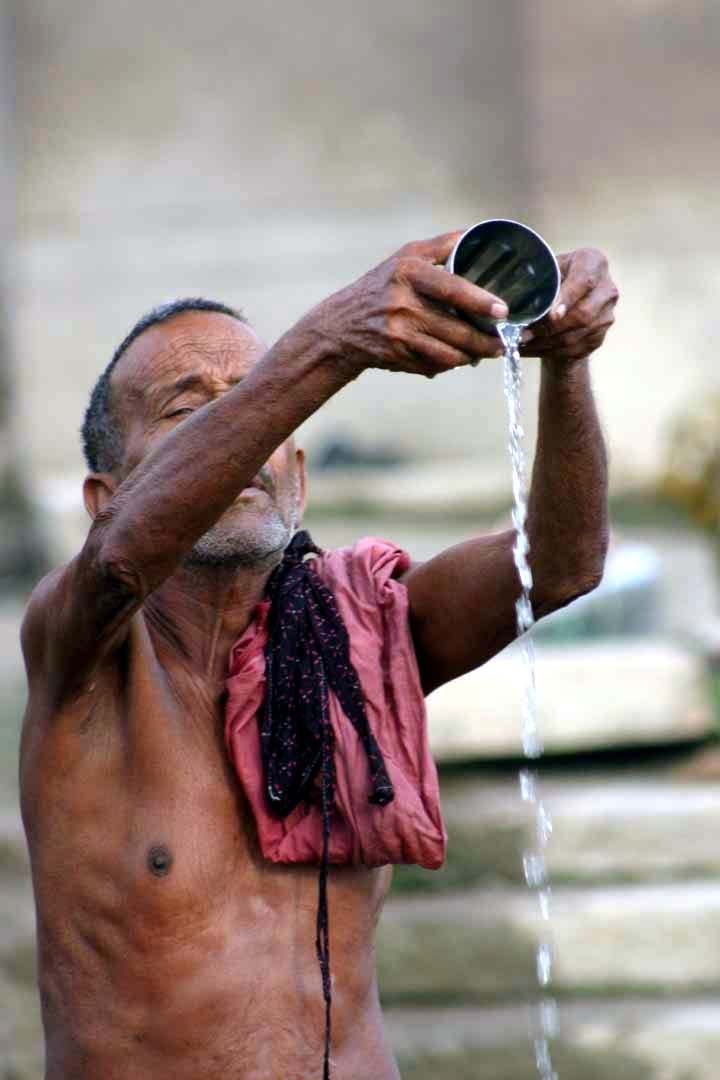
Andacht im Ganges

Im Vedanta bildete sich um den Begriff Upasana eine große Tradition heraus. In seiner Rezension führte Edward Crangle aus, dass sich Upasana in vedischen Texten zu einer Art Opferersatz entwickelte. Anstelle der tatsächlichen Opferzeremonie ermöglichte die symbolische Meditation über Praktiken der Aranyakas denselben Gewinn ohne Vollziehung der Opferhandlungen. Allmählich fand jedoch eine Entwicklung statt, die sich von dieser symbolischen Meditation über das Ritual absetzte, sich noch weiter nach innen verlagerte und schließlich bei einer Meditation der zugrundeliegenden Ideenkonzepte endete. Diese Entwicklung war vielleicht ein Schlüsselereignis der vedischen Epoche, das den Wechsel von Ritualopferhandlungen zur Kontemplation spiritueller Ideen markierte. Sie gipfelte in einem sehr intensiven, systematischen Meditations- und Identifizierungsvorgang.
Adi Shankara beschreibt Upasana als eine Art Dhyana-Meditation, die sich auf eine Person oder einen Gegenstand richtet. Diese bildet eine kontinuierliche Abfolge vergleichbarer Grundideen, die von abweichenden Gedanken nicht berührt wird. Der Fortgang dieser Grundideen findet sich in den Schriften und wird von diesen gutgeheißen. Erreicht wird ein Konzentrationszustand, in dem jegliches Meditationsobjekt mit dem Selbst identifiziert und ins Selbst absorbiert wird. Vereinigung erfolgt, sobald sich das Selbstbewusstsein mit dem eigenen Körper identifiziert. Die beiden werden zu einem und somit das bist du (तत्त्वमसि – tat tvam asi). Die jeweilige Person kann hierbei eine Gottheit symbolisieren und der Gegenstand ein abstraktes Konzept darstellen – so Adi Shankara.
Upasana umfasst aber weit mehr als reine Konzentration oder das Einnehmen der Dhyana-Postur oder auch den Dienst eines Schülers für seinen Guru. Letztlich ist Upasana eine absolute Nachinnenwendung und zielt darauf ab, eine Einheit mit Gott herzustellen und diese Einheit ins tägliche Leben mit hinüberzunehmen. Im Upasana wendet sich ein kontinuierlicher Strom von Aufmerksamkeit Gott zu, denn der eigentliche Standort des Menschen befindet sich in Gottes Nähe.
Wer Gott näher kommt, der wird Gott erreichen und hierbei sukzessiv seine schlechten Eigenschaften verlieren.

## Upasana im Schrifttum
Der Begriff Upasana erscheint in zahlreichen Schriften und Kommentaren des Hinduismus.

### Bhagavad Gita
In der Bhagavad Gita (भगवद्गीता – bhagavad gītā), als der wichtigsten Schrift des Hinduismus überhaupt, wird der Begriff Upasana nur implizit verwendet, stellt aber im mittleren der drei Abschnitte (Kapitel 7 bis 12 – madhyama ṣaṭkam) ein wichtiges Konzept dar. In den Versen 9.14, 9.15 und 12.6 wird Upasana durch das gleichwertige upāsate (उपासते – verehren) vertreten.

„सततं कीर्तयन्तो मां यतन्तश् च दृढ-व्रताः
नमस्यन्तश् च मां भक्त्या नित्य-युक्ता उपासते ॥ १४ ॥“

„satataṃ kīrtayanto māṃ yatantaś ca dṛḍha-vratāḥ
namasyantaś ca māṃ bhaktyā nitya-yuktā upāsate“

„Indem sie laufend und fest entschlossen meinen ruhmreichen Namen chanten (dabei meine Eigenschaften, Gestalten und Spiele preisen) und mit Hingabe ihre Aufweisungen darbringen, verehren sie mich, ewig mit mir verbunden.“

Krishna macht hier deutlich, dass Upasana ihm (māṃ) gilt und der Verehrende dabei in ewiger Verbundenheit (nitya-yuktā) mit ihm steht.

### Upanishaden

#### Chandogya-Upanishad
Die Chandogya-Upanishad räumt in ihren ersten 5 Büchern der meditativen Verehrung (Upasana) einen bedeutenden Platz ein, wobei sie eine Jiva Upasana (जीव उपासन – jīva upāsana) von einer Ishvara Upasana (ईश्वर उपासन – īśvara upāsana) unterscheidet, d. h. Meditation über die Einzelseele und Meditation über Gott. Upasanas finden sich aber auch im 7. Buch in den Kapiteln 1 bis 22 sowie im 8. Buch in den Kapiteln 1 bis 6.
Gleich mit Vers 1.1.1 empfiehlt die Upanishade als Upasana das Chanten von Om, auch bekannt als Udgītha (उद्गीथ). Eine zentrale Upasana wird im 7. Buch in den Kapiteln 1 bis 15 mit einer progressiven Meditation vom Namens- bis hin zum Lebensprinzip unterbreitet. Im 8. Buch in den Kapiteln 1 bis 6 folgt die Saguna Brahman Upasana (सगुण ब्रह्मन् उपासन – saguṇa brahman upāsana) oder auch Dahara Vidya (दहर विद्या – dahara vidyā). Hierbei handelt es sich um eine imaginative Meditation über das Herz, wobei Gott entweder außerhalb des Selbsts oder innerhalb eines kleinen (dahara) Raums des Herzens zugegen ist. Letztere Vorstellung wird als Ahamgraha Upasana (अहंग्रह उपासन – ahaṃgraha upāsana) bezeichnet.

#### Taittiriya-Upanishad
Im ersten Buch der Taittiriya-Upanishad finden sich 12 Lektionen, die verschiedene Upasanas (Meditationen), aber auch ethische Richtlinien enthalten. Die Meditationen werden benötigt, um den Geist auf die kosmische Kraft oder das Höchste Wesen richten zu können. Ein Schüler sollte ethischen Richtlinien folgen, um den Geist zu läutern. Im ersten Buch lassen sich fünf Arten von Upasanas unterscheiden: Ishvara Upasana (ईश्वर उपासन – īśvara upāsana), Samhito Upasana (संहिता उपासन – saṃhitā upāsana) in der 3. Lektion, Vyahruti Upasana (व्याहृति उपासन – vyāhṛti upāsana) in der 5. Lektion, Hiranyagarbha Upasana (हिरण्यगर्भ उपासन – hiraṇyagarbha upāsana) in der 6. Lektion und Panchabrahma Upasana (पञ्चब्रह्म उपासन – pañcabrahma upāsana) in der 7. Lektion. In der 10. Lektion des dritten Buches erscheint Virat Upasana (विराट् उपासन – virāṭ upāsana), die von Adhyatmika Upasana (अध्यात्मिक उपासन – adhyātmika upāsana) über Adhidaivika Upasana (आधिदैविक उपासन – ādhidaivika upāsana) zu Akasha Upasana (आकाश उपासन – ākāśa upāsana) fortschreitet.

## Arten von Upasana

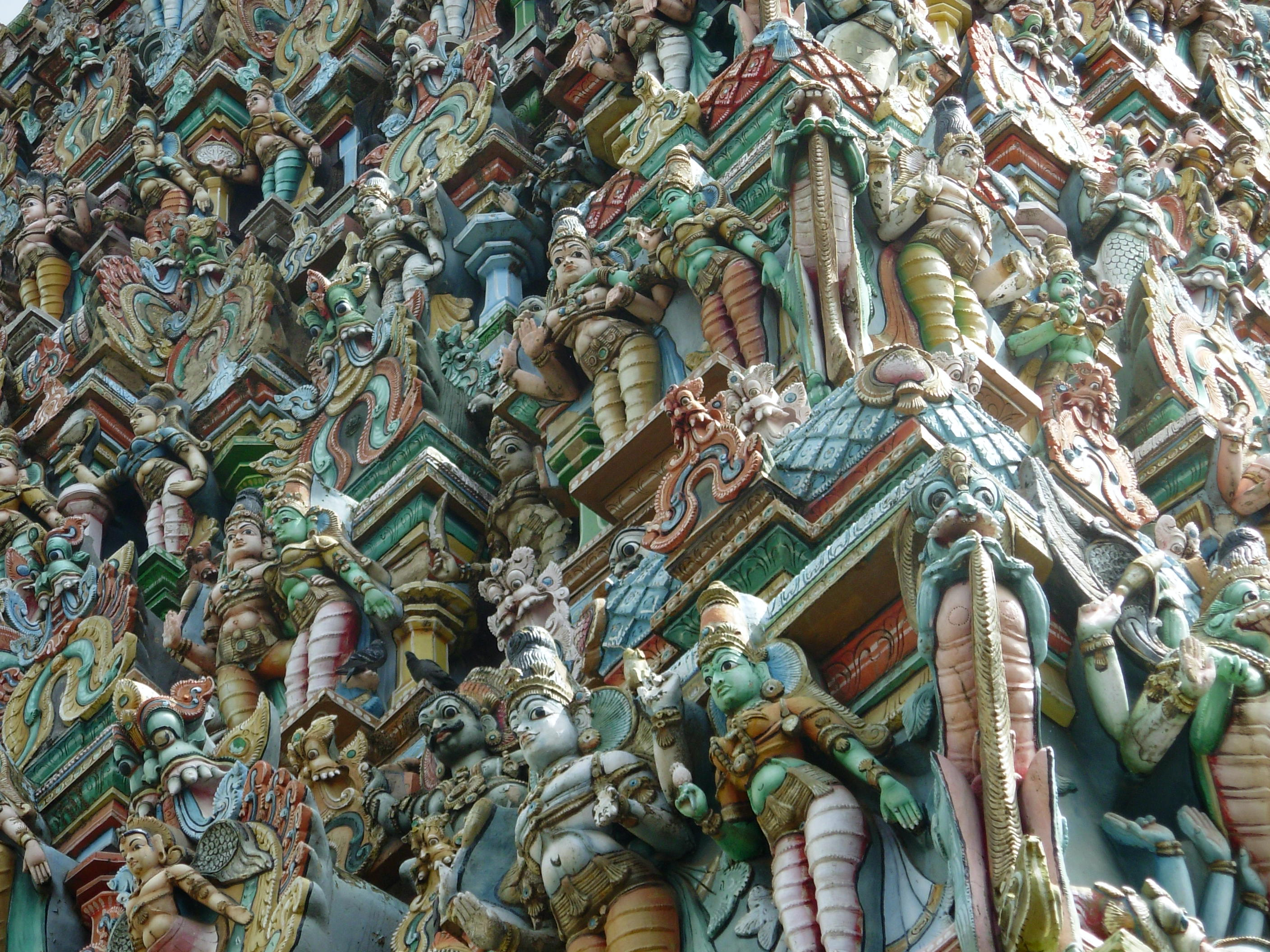
Minakshi-Tempel in Madurai

Wie bereits an den angeführten Upanishaden zu erkennen, gibt es zahlreiche Arten/Formen von Upasanas. Prinzipiell lassen sich diese Formen zwei großen Kategorien zuordnen.
Einmal Meditation über Konkretes/Qualifiziertes oder Saguna Upasana (सगुण उपासन – saguṇa upāsana) und Meditation über Abstraktes/Unqualifiziertes als Nirguna Upasana (निर्गुण उपासन – nirguṇa upāsana). Unter Saguna Upasana findet sich Pratika Upasana (प्रतीक उपासन – pratīka  upāsana) oder die Meditation auf Symbole. Dies können zum Beispiel in der Pratima Upasana (प्रतिमा उपासन – pratimā upāsana) die Bildgestalten oder Murti (मूर्ति – mūrti) von Gottheiten sein. Oder im Panchakopasana (पञ्चकोउपासन – pañcakopāsana)  die fünf Gottheiten selber. Sowie generell die Praktiken des Bhakti-Yogas.
Zur abstrakten Meditation gehören das bereits erwähnte Ahamgraha Upasana (Selbstidentifikation mit dem Brahman), aber auch das Chanten von Om und die Meditation über Kernaussagen in den Upanishaden, sowie generell der Jnana Yoga. Die abstrakte Meditation enthält aber auch Praktikas wie das Brahman und seine es repräsentierenden bzw. stellvertretenden Symbole.
Da Gott allumfassend ist, führen all diese unterschiedlichen Andachtsformen letztendlich zum gleichen Ziel. Dies kommt auch sehr gut in Hindutempeln zum Ausdruck, hinter deren verwirrender Abbildungsvielfalt sich ein einheitliches Prinzip verbirgt.

### Verwandte Begriffe
Mit Upasana verwandt sind die Begriffe Bhakti (भक्ति – devotionelle Gottesliebe) und im Yoga īśvara-praṇidhāna (ईश्वरप्रणिधान) – einer der fünf Niyamas und mit Hingabe an Gott in tiefer Meditation wiederzugeben.